# Plok
Plok è un videogioco a piattaforme a scorrimento orizzontale sviluppato da Software Creations e pubblicato per Super Nintendo Entertainment System nel 1993. Il protagonista è un personaggio di nome Plok.

## Modalità di gioco
Plok è in grado di lanciare i suoi arti per danneggiare i nemici; dopo aver provocato il danno, gli arti ritornano al loro posto. Alcuni enigmi presenti durante il gioco comportano il dover "sacrificare" uno degli arti di Plok per attivare gli interruttori (indebolendo e diminuendo la mobilità di Plok e le sue possibilità di vincere). Quando un arto colpisce un interruttore, viene posizionato su una gruccia che può trovarsi accanto all'interruttore.
L’attacco secondario di Plok consiste nella sua trasformazione in una motosega circolare che spazza via i nemici e aumenta la sua velocità.
Durante il cammino Plok può raccogliere conchiglie, che gli assegnano vite extra e servono come munizioni per uno speciale amuleto che si trova andando avanti nel gioco. L'amuleto converte le conchiglie in potenza per utilizzare l'attacco secondario di Plok.
Plok può imbattersi in alcuni  "regali" che sono in realtà dei potenziamenti sparsi per la maggior parte dei livelli. Se Plok individua uno di questi regali colorati, viene trasformato in una macchina da combattimento più potente, ma solo per un breve periodo di tempo. Questi potenziamenti includono un lanciafiamme, un guantone da boxe, un vecchio fucile, pistole da duello e lanciarazzi multipli. Alcuni regali sono veicoli che Plok può utilizzare nei livelli successivi, come nella tana delle pulci. Essi sono: un mono ciclo, una Jeep, uno zaino-jet, una moto, un carro armato, un elicottero, un disco volante e un paio di scarpe a molla.

## Trama
Plok si trova ad Akrillic, una grande isola nella regione immaginaria di Polyesta. Quando una mattina si sveglia, si accorge che la grande bandiera quadrata issata sulla sua casa è stata rubata. Decide quindi di viaggiare nella vicina Cotton Island per andare a recuperarla dai fratelli Bobbins (primo boss da sconfiggere).
Dopo aver sconfitto i fratelli Bobbins, Plok ritorna ad Akrillic, ma scopre che l'isola è stata conquistata dalle pulci, delle grandi creature blu che saltano dappertutto. Plok capisce subito che il furto della sua bandiera è stato semplicemente un inganno per farlo allontanare da Akrillic e lasciare l’isola incustodita. Plok deve percorrere tutta Akrillic per riuscire a liberarla dalle pulci. A metà del gioco, si concede una pausa e schiaccia un pisolino, durante il quale sogna la ricerca di Grandpappy Plok su Legacy Island circa un amuleto magico, che Plok trova al suo risveglio.
Plok si dirige poi verso Plok Town, un boschetto dove sconfigge i suoi avversari: i maghi Penkinos, il ragno Womack e un mostro di roccia, Rocyfella. Dopo essere riuscito ad eliminare tutte le pulci da Akrillic, Plok scende in “Brendammi Bog", un posto sporco e buio (il Fleapit) che è la fonte di tutte le pulci. In sella a vari veicoli, Plok viaggia nel profondo del “Fleaplit”, sfidando infine la regina delle pulci.

## Sviluppo
Plok nasce originariamente dall'idea di un gioco arcade chiamato Fleapit. Ste Pickford (uno dei creatori) ha raccontato:
Il gioco è stato presentato alla Nintendo per la pubblicazione, e Shigeru Miyamoto ha espresso un forte interesse a lavorare sul gioco. Tuttavia, la Nintendo alla fine ha deciso di non pubblicare Plok. Ste Pickford ha osservato: "Sospetto che il videogioco Yoshi's Island fosse in fase di sviluppo, e forse il signor Miyamoto ha deciso che Plok era troppo simile a questa per cui valesse la pena di lavorare su entrambi".
Il gioco era presente sulla videocassetta di Super Mario All Stars - Un VHS promozionale che faceva parte del pacchetto "Mario Set" di Super NES nel Regno Unito e in Irlanda.
La colonna sonora è composta da Tim Follin.

## Altre apparizioni
Nel 2009, la compagnia nordamericana Super Fighter Team ha pubblicato Zaku, uno sparatutto orizzontale per l'Atari Lynx che presenta un'apparizione speciale da parte di Plok. Tutto ciò è stato possibile grazie a Ste e John Pickford, creatori e detentori del copyright del personaggio, che in seguito hanno lanciato un fumetto online di Plok (Plok The Exploding Man).
Ci sono anche stati due tentativi di sequel da parte di alcuni fan: un gioco 2D ad alta risoluzione sviluppato nel 2006-2009 e un gioco 3D iniziato nel 2012.

## Riconoscimenti
Electronic Gaming Monthly, una rivista di videogiochi statunitense, ha lodato il gioco elogiando il titolo come eccezionalmente originale e apprezzando ogni aspetto del gioco come “ben fatto”, in particolare la grafica colorata, la musica, il design del livello, le aree segrete e la capacità del personaggio di lanciare i propri arti. La rivista ha assegnato al gioco un punteggio di 8 su 10.